# 帝王公主號
帝王公主號（英語：MS Regal Princess）是公主郵輪旗下的皇家級郵輪，排水量達14萬英噸，19層的甲板載客量達3,560人。帝王公主號主要行走歐洲地中海航線，由意大利威尼斯出發，途經克羅地亞的杜布羅夫尼克，之後便會前往希臘的雅典和米科諾斯島，下一站是同樣位於愛琴海的土耳其古城庫沙達瑟，郵輪隨後會停泊意大利的羅馬、那不勒斯及佛羅倫斯，尾站是法國土倫，並以西班牙巴塞隆拿作為終點。

## 外部連結
官方网站